# 杰里·钱伯斯
杰尔姆·珀塞尔·钱伯斯（英語：Jerome Purcell Chambers，1943年7月18日—），美国NBA联盟前职业篮球运动员。他在1966年的NBA选秀中第1轮第7顺位被洛杉矶湖人选中。